# Manliga könsorgan
De manliga könsorganen är de organ som används för att befruktning skall kunna ske. De manliga könsorganen är egentligen flera organ i människokroppen, men när man talar om ett enda könsorgan brukar man vanligen mena penis.

## Yttre könsorgan
- Penis, den del av könsorganet som styvnar, oftast vid sexuell upphetsning. Organet används för samlag och urinering.
  - ollonet (glans) utgör toppen av penis, och  innehåller en mängd känselnerver som stimuleras vid beröring och som spelar stor roll för den sexuella upphetsningen hos en man.[1] På ollonet mynnar urinrörsmynningen som är öppning för både sperma och urin.
  - ((ollon)flänsen (corona sulcus) utgörs av övergången mellan ollon och förhud och är näst strängen den nervtätaste delen av penis. Penila papler är vanligt förekommande. Här sitter även de talgkörtlar som producerar ett sekret, smegma, som smörjer ollonet och skyddar det mot friktion.
  - ollonsträngen (frenulum) är ett slemhinneveck som förbinder ollonets undersida vid urinrörets mynning till förhuden och är ett mycket känsligt område för beröring.
  - förhuden (latin: preputium) är ett tillbakadragbart veck av hudepitel som normalt täcker och skyddar ollonet.

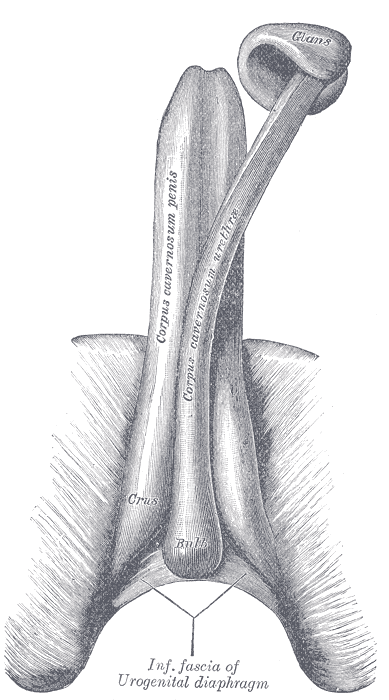
Svällkropparna.

- -     - svällkroppar är en svampig vävnadsform, med en mängd små hålrum som blodfylls vid sexuell upphetsning. Svällkroppen kan därför svälla och, beroende på typ av svällkroppsvävnad, styvna. Inuti penisen finns två typer av svällkroppar: två stycken corpora cavernosa penis (sing. corpus cavernosum) och en corpus spongiosum urethrae. De båda corpora cavernosa omges av en mycket stram bindvävskapsel, tunica albuginea, och fylls under erektion upp till ett mycket högt tryck. Corpus spongiousum, som omger urinröret, omges av en mjukare kapsel och får aldrig lika högt tryck, eftersom detta skulle omöjliggöra ejakulation.
- raphe är den upphöjda ås som löper längs undersidan av penis, penisroten, över pungen och genom området mellan pung och anus, mellangården. Åsen är en rest av fosterutvecklingen, när det som på ett flickfoster ska bli yttre blygdläppar istället på ett pojkfoster växer ihop och bildar pung och penis, ihop med det som hos flickfostret skulle blivit en klitoris. Hudsömmen bildas där organen växer ihop och kvarstår som en synlig hudsöm även på vuxna individer.
- pungen (scrotum) är den muskulära hudsäck som bland annat innesluter sädesledare och testiklar, där spermierna produceras. Musklerna reglerar testiklarnas temperatur genom att dra ihop pungen nära kroppen när det är kallt, och förstora den vid värme.
- penisroten, området bakom pungen  där penis fäster vid kroppen, och som utgör främre delen av mellangården.
- mellangården (perineum ), är området mellan könsorgan och anus.

## Inre könsorgan
- testiklar eller pungkulor är de manliga gonader som bildar spermier, samt mannens endokrina körtlar som producerar könshormoner. Oftast två till antalet, och upphängda i sädessträngarna (funiculus spermaticus) som även håller även testiklarna på plats i pungen, vanligen med en något lägre.
- bitestikeln (epididymis)  är ett cirka 6 cm långt kraftigt vridet rör på utsidan av testikeln, där spermierna lagras och mognar under 13–14 dagar innan de förs vidare mot varsin
- sädesledare (ductus deferens eller vas deferens) pumpar vid utlösning spermierna genom prostatan till urinröret. På vägen adderas ytterligare vätska till sädessatsen.
- sädesblåsa (vesicula seminalis eller glandula vesiculosa) uppträder parvis ovanför prostata och bakom urinblåsan. I sädesblåsan produceras ett  sekret, som  utgör ca 60% av totalvolymen sädesvätska, innehållandes fruktos och proteiner som koagulerar efter ejakulationen. I övrigt ingår bl.a. små mängder prostaglandiner, hormoner som troligtvis har till uppgift påverka glatta muskler i kvinnans livmoder och livmoderhals.
- prostatan (blåshalskörteln), lagrar och avger ett milt basiskt sekret, med ett mjölkaktigt utseende,[2] som normalt är 20–30 procent av spermans totalvolym förutom spermierna och sädesblåsornas vätska. Alkaliteten hos prostatavätskan fortsätter försatsens arbete med att få en basisk miljö i urinröret, samtidigt som den utför sin huvuduppgift att neutralisera vaginans sura miljö, vilket förlänger spermiernas livslängd. Spermans alkalitet beror i första hand på prostatavätskan.[3]
- cowpers körtlar (glandula bulbourethralis) är hos män två körtlar belägna ömse sidor nedanför prostata och mynnande i urinröret. De utsöndrar vid sexuell upphetsning det klara sekret som kallas försats, vilken hjälper till att skapa en gynnsam miljö för spermierna, samtidigt som det vid samlag fungerar smörjande.
- urinröret leder sedan ned genom penisroten och den undre svällkroppen till mynningen på ollonets spets.

## Sexuell funktion
Många av de olika könsorganen reagerar kraftigt när en person blir sexuellt upphetsad. 
Flera av de inre och yttre könsorganen är också känsliga för beröring och tryck, antingen direkt eller indirekt via huden eller analöppningen.
Till dessa känsliga områden hör också mellangården och analen, som inte betraktas som könsorgan men är erogena zoner.